# パンチガニ

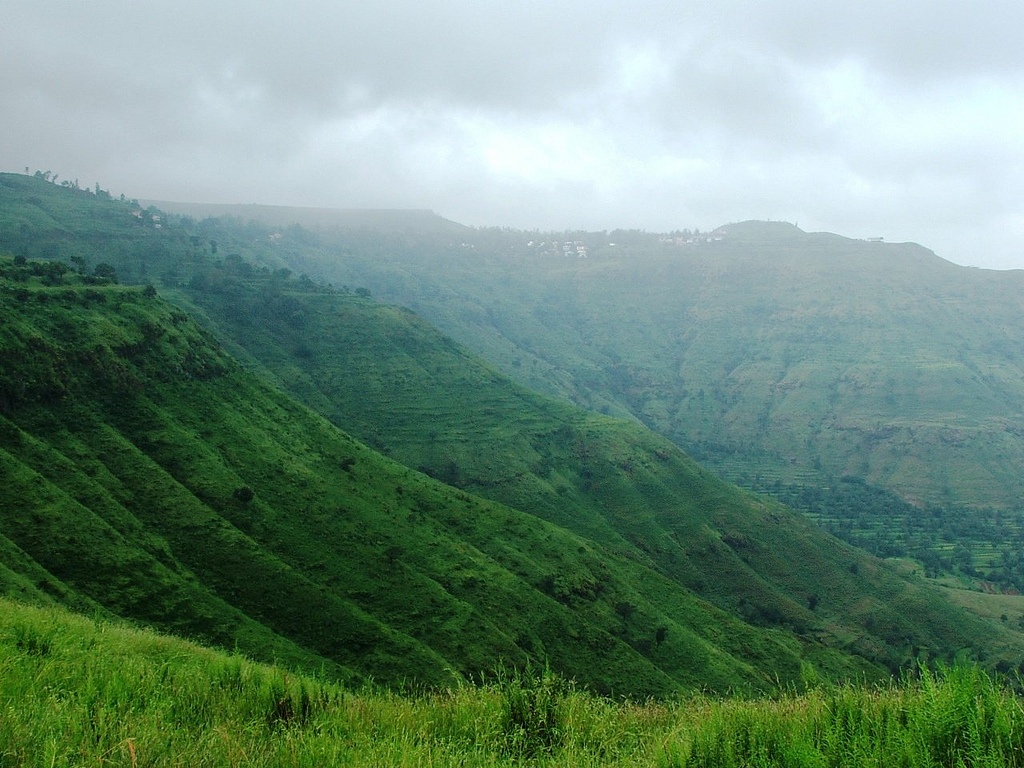
パンチガニの丘から見た風景

パンチガニ（マラーティー語: पाचगणी, ラテン文字転写: Paachgani）は、インドのマハーラーシュトラ州サタラ地区にある自治体。避暑地として知られ、年間を通して多くの観光客を魅了している。また、多くの優れた住宅や教育機関があること、イギリスのロックバンド、クイーンのボーカリストのフレディ・マーキュリーが幼少期に過ごしていたことでも知られている。

## 歴史
プネーから約102km、ムンバイから約250kmの場所に位置する。イギリス領インド帝国時代の1860年代にジョン・チェッソン卿の監督の下で、避暑地として開発された。チェッソンはこの地域一帯の丘を調査し、最終的にダンデガル、ゴダバリ、アンブラル、キンガー、タイガットの5つの村の周りに位置し、一年中快適な気候で名前のなかったこの場所に決定した。「5つの村の間の土地」を意味する「パーチガニ」と名付けられ、チェッソンはその監督に任命された。